# Complesso parrocchiale di Sizun

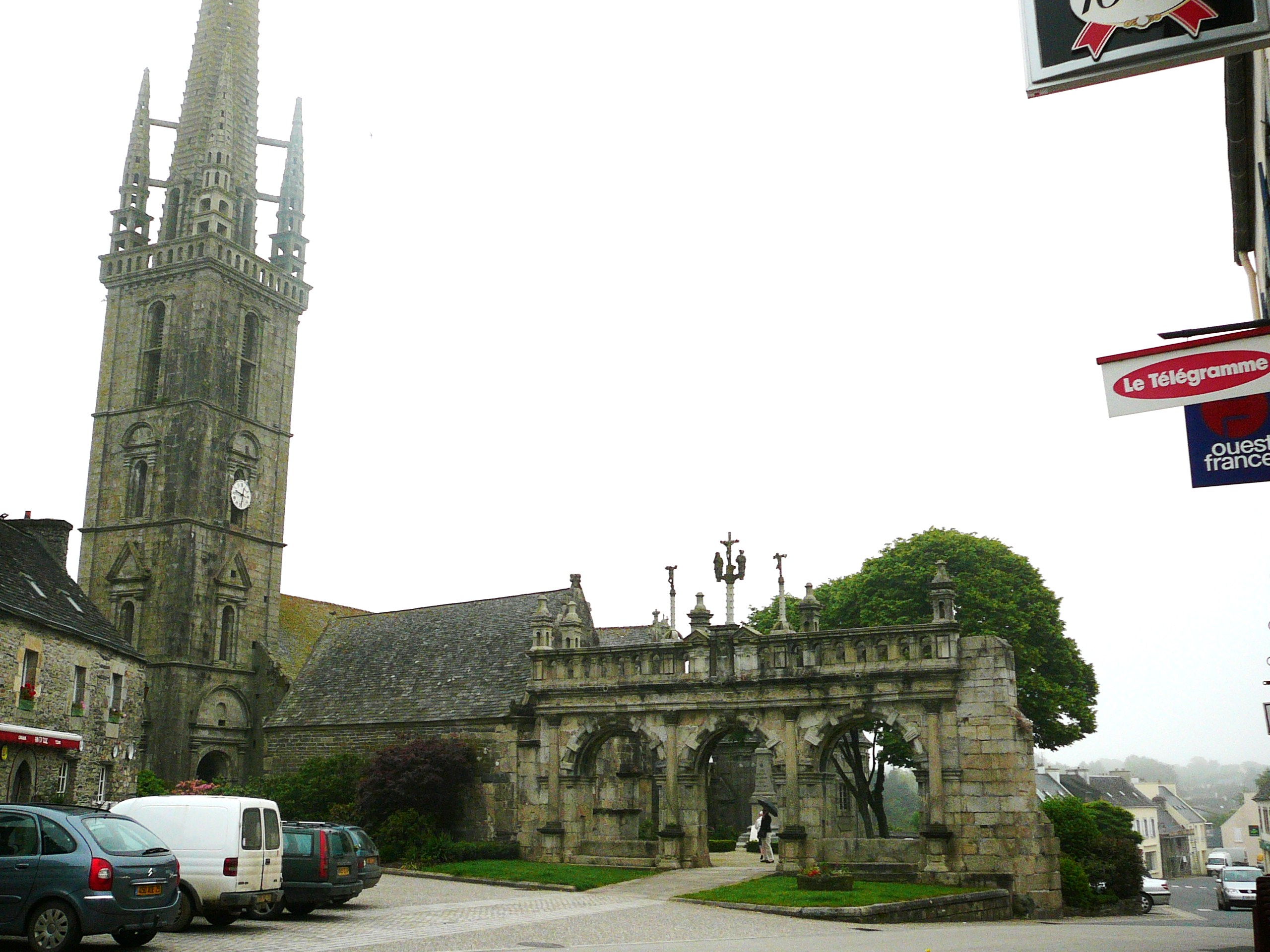
Sizun (Bretagna): il complesso parrocchiale

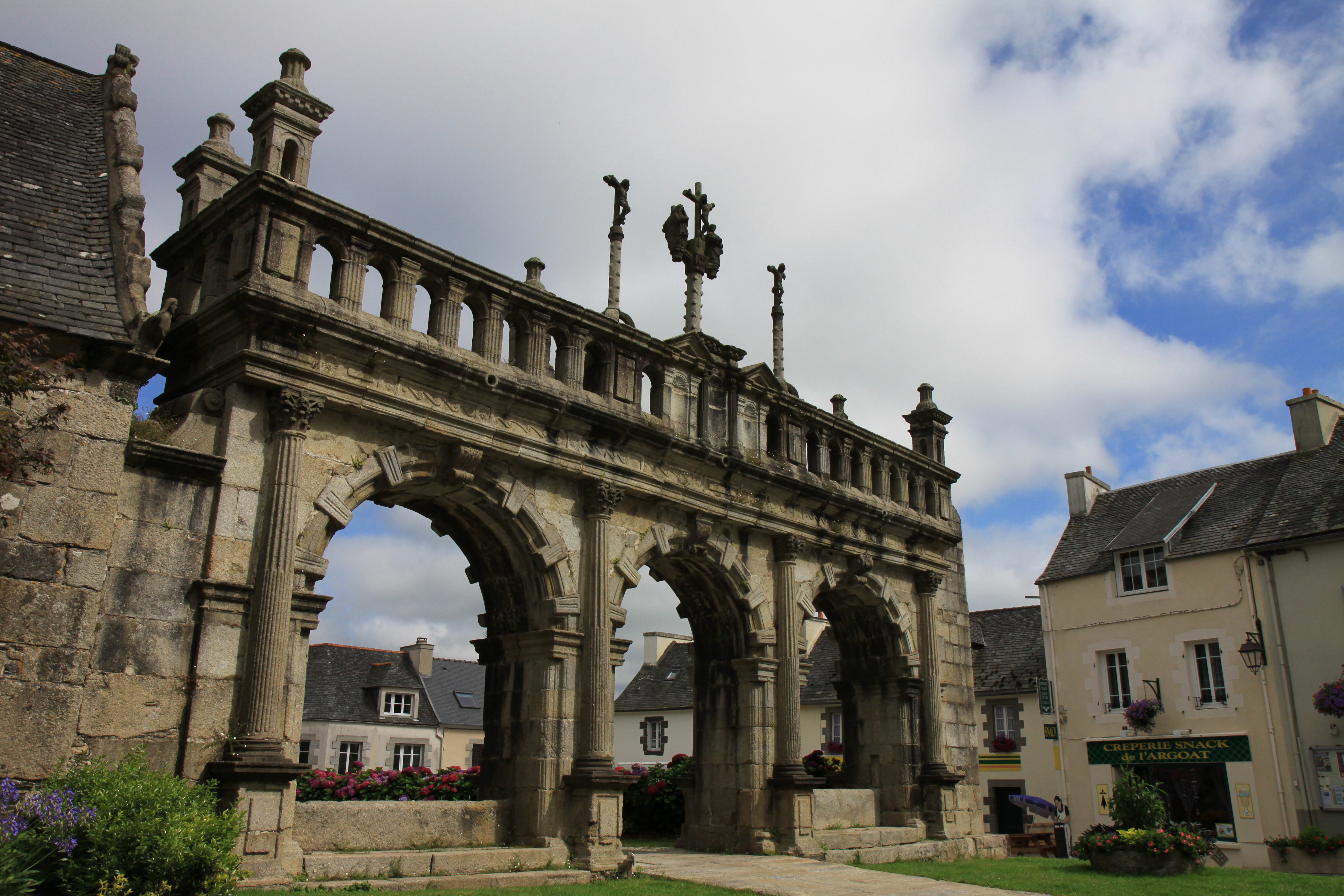
La porta trionfale

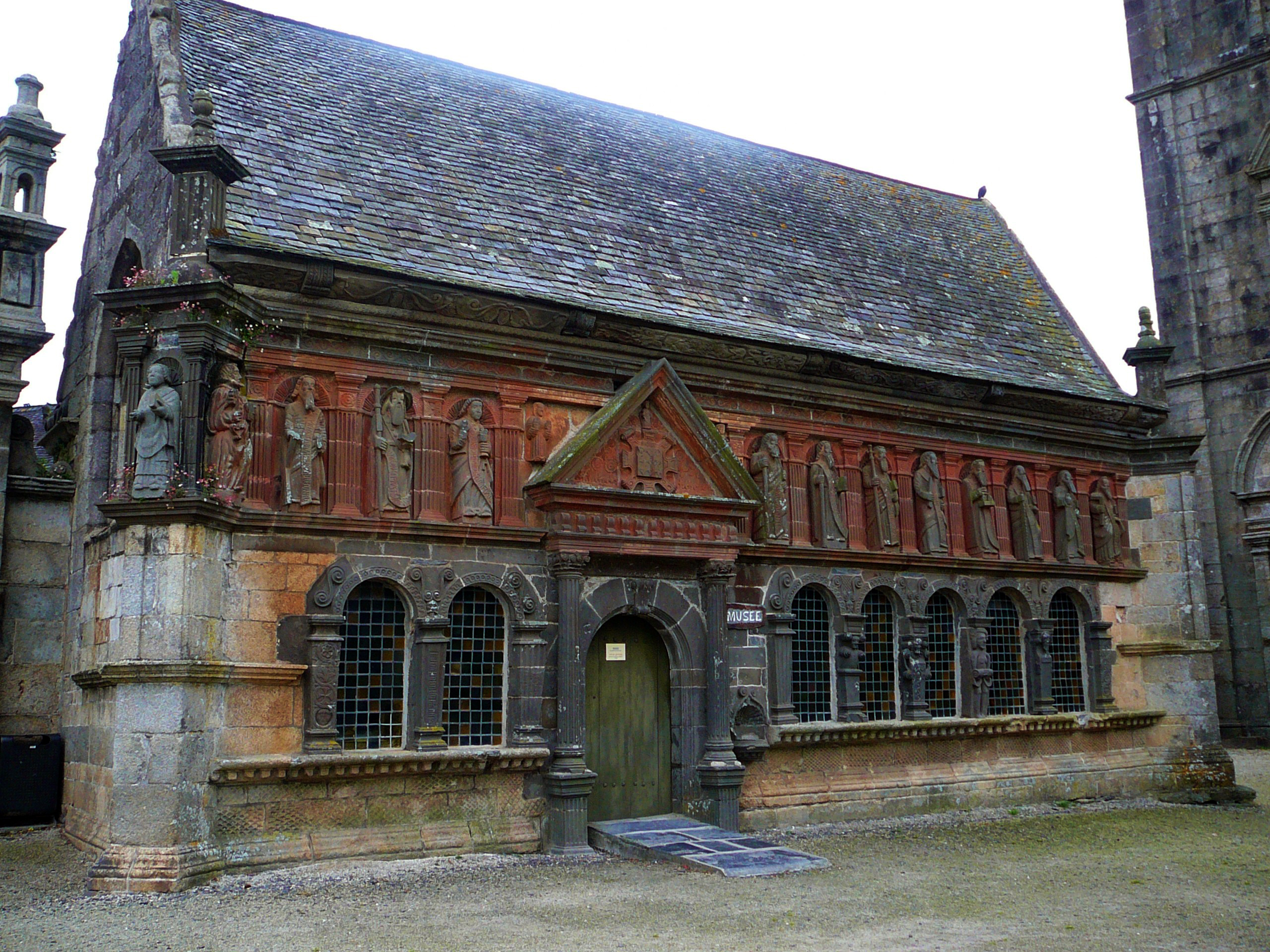
La cappella funeraria

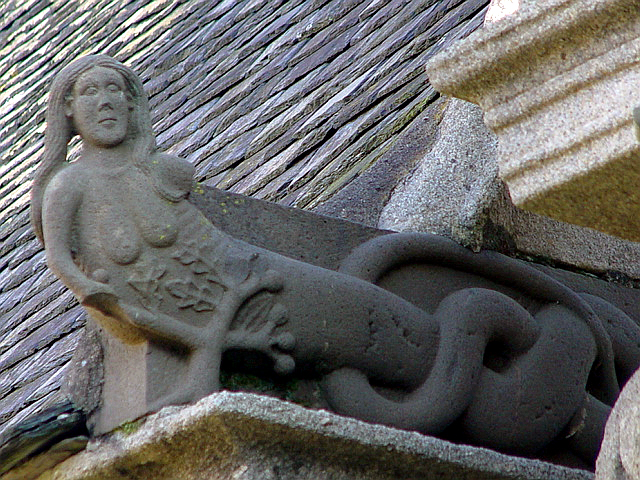
Una scultura

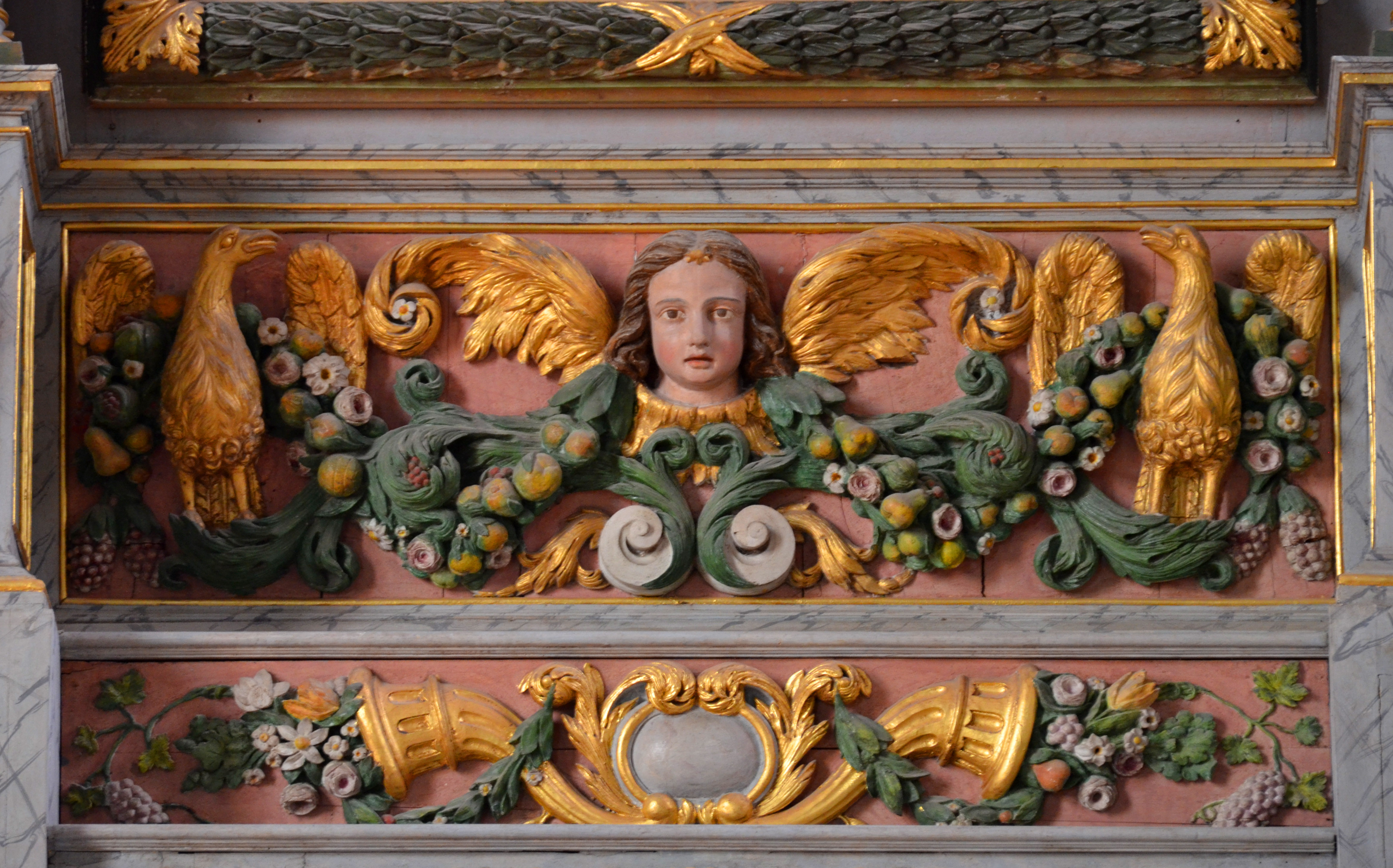
Particolare degli interni della chiesa

Il complesso (o recinto) parrocchiale di Sizun (in francese: Enclos paroissial de Sizun) è un tipico complesso parrocchiale (enclos paroissial) bretone, che si trova nella località di Sizun, nel dipartimento del Finistère e che è stato realizzato tra il XVI e il XVIII secolo.
Si compone di una chiesa del XVI-XVIII secolo dedicata a San Suliau, di un porta trionfale con calvario del XVI secolo e di un ossario (o cappella funeraria) del XVI secolo.
Il complesso è costruito in vari materiali: granito, kersantite, scisto, ecc.
Il complesso, classificato come monumento storico, conta la presenza di circa 80.000 visitatori l'anno.

## Porta trionfale
La porta trionfale del complesso parrocchiale di Sizun è comunemente considerata il miglior esempio del genere in Bretagna.
Realizzata in stile rinascimentale, risale al 1585-1588/1590 circa, presenta una decorazione corinzia ed è sormontata da un calvario, su cui un tempo veniva celebrata la messa. Complessivamente raggiunge l'altezza di 14,5 metri.
Una copia della porta trionfale a grandezza naturale, fu realizzata nel 1989, in occasione del bicentenario della rivoluzione francese nei Jardins des Tuileries a Parigi.

## Chiesa
La chiesa del complesso parrocchiale di Sizun, dedicata a San Suliau, fu eretta nel XVI secolo  e modificata nel corso del XVII e del XVIII secolo.

### Esterni

#### Campanile
Il campanile della chiesa fu realizzato tra il 1723 e il 1725. Raggiunge un'altezza di 25 metri.

### Interni

#### Pulpito
Il pulpito risale al 1784 e fu realizzato da Y. Cevaer.

#### Battistero
Il battistero risale al 1679. È sormontato da un baldacchino in legno lavorato.

#### Pala d'altare di Sant'Agostino
A sinistra del coro, si trova la pala d'altare di Sant'Agostino. Nella pala d'altare è raffigurata una scena in cui un bambino fa capire al santo che è più semplice mettere il mare in un buco nella sabbia che comprendere il mistero della Santa Trinità.

#### Organo
All'interno della chiesa si trova un organo policromo, realizzato tra il 1683 e il 1686 da Thomas Dallam.

## Cappella funeraria
Nella parte ovest del cimitero, si trova la cappella funeraria o ossario, che reca come probabile data di realizzazione il 1588.
È suddivisia in tre registri  ed è decorata con stemmi della famiglia Rohan  e con le statue dei Dodici Apostoli, di San Francesco d'Assisi e di Sant'Antonio da Padova.Questi ultimi reggono un calice da cui si evince la probabile data di costruzione.
La porta d'entrata è sorretta da due colonne corinzie. Anch'essa reca lo stemma dei Rohan e la data del 1588.
Un tempo utilizzata come luogo di sepoltura, oggi i suoi interni ospitano una mostra sulle tradizioni popolari bretoni.
|  |